# جون هربرت (سياسي أسترالي)
جون هربرت (بالإنجليزية: John Herbert)‏ هو أمين صندوق البنك وسياسي أسترالي، ولد في 11 فبراير 1925 في بريزبان في أستراليا، وتوفي في 30 أكتوبر 1978. حزبياً، نشط في الحزب الليبرالي الأسترالي. وقد انتخب عضو المجلس التشريعي ولاية كوينزلاند عن دائرة Electoral district of Sherwood ‏ (19 مايو 1956 – 13 سبتمبر 1978).